# Дейболд, Алекс
А́лекс Де́йболд (англ. Alex Deibold; род. 8 мая 1986, Нью-Хейвен, Коннектикут, США) — американский сноубордист, специализирующийся в кроссе, бронзовый призёр Олимпийских игр 2014 года.

## Биография
Дейболд окончил горную школу в городе Стрэттон штат Вермонт в 2004 году.
Дебютировал на этапе Кубка Мира по сноуборду 12 февраля 2007 года в Фурано, (Япония). В 2014 году завоевал бронзовую медаль Олимпийских игр в Сочи в дисциплине сноубордкросс. 